# Хронологія рекордів Європи з семиборства серед чоловіків
Рекорди Європи з семиборства серед чоловіків визнаються Європейською легкоатлетичною асоціацією з-поміж результатів, показаних легкоатлетами країн-членів асоціації на аренах з біговою доріжкою з довжиною кола до 200 метрів, за умови дотримання встановлених вимог.
Європейська легкоатлетична асоціація почала ратифікацію рекордів Європи у цій дисципліні на аренах з короткою доріжкою під дахом (в приміщенні) з 1 січня 1990. Упродовж 1989 велась ратифікація рекордів Європи з восьмиборства — до вищезгаданих дисциплін семиборства додавались змагання з бігу на 400 метрів. Єдиним ратифікованим за цей період рекордом Європи з восьмиборства був результат, показаний 12 лютого 1989 французом Крістіаном Плазья — 7084 очки.
Дисципліна чоловічого семиборства на аренах з короткою доріжкою включає сім легкоатлетичних видів, змагання в яких проводяться упродовж двох днів поспіль:
- день 1: біг на 60 метрів, стрибки у довжину, штовхання ядра, стрибки у висоту;
- день 2: біг на 60 метрів з бар'єрами, стрибки з жердиною, біг на 1000 метрів.

Із березня 2024 ратифікація рекордів Європи у семиборстві на короткій доріжці була поширена також і на результати, які будуть показані і просто неба.

## Хронологія рекордів
| Результат                              | Атлет                    | Місто змагань | Дата змагань | Примітки | Відео            |
| -------------------------------------- | ------------------------ | ------------- | ------------ | -------- | ---------------- |
| 6273 (i)                               | Крістіан Плазья Франція  | Ножан-сюр-Уаз | 11.02.1990   |          |                  |
| 6289 (i)                               | Крістіан Плазья Франція  | Ножан-сюр-Уаз | 02.02.1992   |          |                  |
| 6418 (i)                               | Крістіан Плазья Франція  | Генуя         | 29.02.1992   |          |                  |
| 6424 (i)                               | Томаш Дворжак Чехія      | Гент          | 26.02.2000   |          |                  |
| 6438 (i)                               | Роман Шебрле Чехія       | Будапешт      | 07.03.2004   |          |                  |
| 6479 (i)                               | Кевін Маєр Франція       | Белград       | 05.03.2017   | [ 1 ]    | Відео на YouTube |
| 6484 (i)                               | Сандер Скотхейм Норвегія | Таллінн       | 02.02.2025   | [ 2 ]    | Відео на YouTube |
| 6558 (i)                               | Сандер Скотхейм Норвегія | Апелдорн      | 08.03.2025   | [ 3 ]    |                  |
| 0 років, 21 день від дати встановлення |                          |               |              |          |                  |